# Цибулеве поле (фільм, 1990)
«Цибулеве поле» — радянський художній фільм 1990 року, знятий режисером Олександром Шабатаєвим на кіностудії «Таджикфільм».

## Сюжет
За мотивами однойменної повісті Анатолія Кіма. Дія відбувається в невеликому корейському селищі в Таджикистані, куди долею закинуло після довгих поневірянь москвича Павла, який давно втратив зв'язки з сім'єю і минулим життям. Доля зводить героя з дивовижною жінкою Любою. Окрім важкої щоденної праці на цибулевому полі вона доглядає за хворим чоловіком і не лає долю. Життя її не озлобило, і все, що відбувається поруч має сенс і таїть надію на краще.

## У ролях
- Мерій Лі — Люба
- Віктор Михайлов — Павло
- Ольга Єнзак — роль другого плану
- Наталія Єгорова — роль другого плану
- Фелікс Степун — батько Павла
- Ісфандієр Гулямов — роль другого плану
- Сергій Дрейден — роль другого плану
- Олександр Лебедєв — роль другого плану
- Лев Дуров — роль другого плану
- Геннадій Люй — чоловік Люби
- Іра Друзіна — роль другого плану
- Ростик Проскурня — роль другого плану
- Г. Карімов — епізод
- Валерій Геращенко — епізод
- Мушарафа Касимова — санітарка
- Н. Узакова — епізод
- Фотіма Гулямов — епізод
- Хашим Рахімов — епізод
- С. Рахманова — епізод
- В. Єськова — епізод
- В'ячеслав Горбунчиков — епізод
- Олександр Сажин — епізод
- М. Ашурова — епізод
- Людмила Клочкова — епізод
- Махамадалі Мухамадієв — епізод

## Знімальна група
- Режисер — Олександр Шабатаєв
- Сценарист — Ліана Корольова
- Оператор — Аврам Абрамов
- Композитор — Павло Турсунов
- Художник — Абдусалом Абдуллаєв